# ایستگاه متروی بارکاموتیون
بارکاموتیون (ارمنی: Բարեկամություն) ایستگاه متروی ایروان می‌باشد. بارکاموتیون یکی از ایستگاه‌های اصلی متروی شهر ایروان می‌باشد و در ۷ مارس ۱۹۸۱ برای عموم گشایش یافت.